# Eppstein (Adelsgeschlecht)

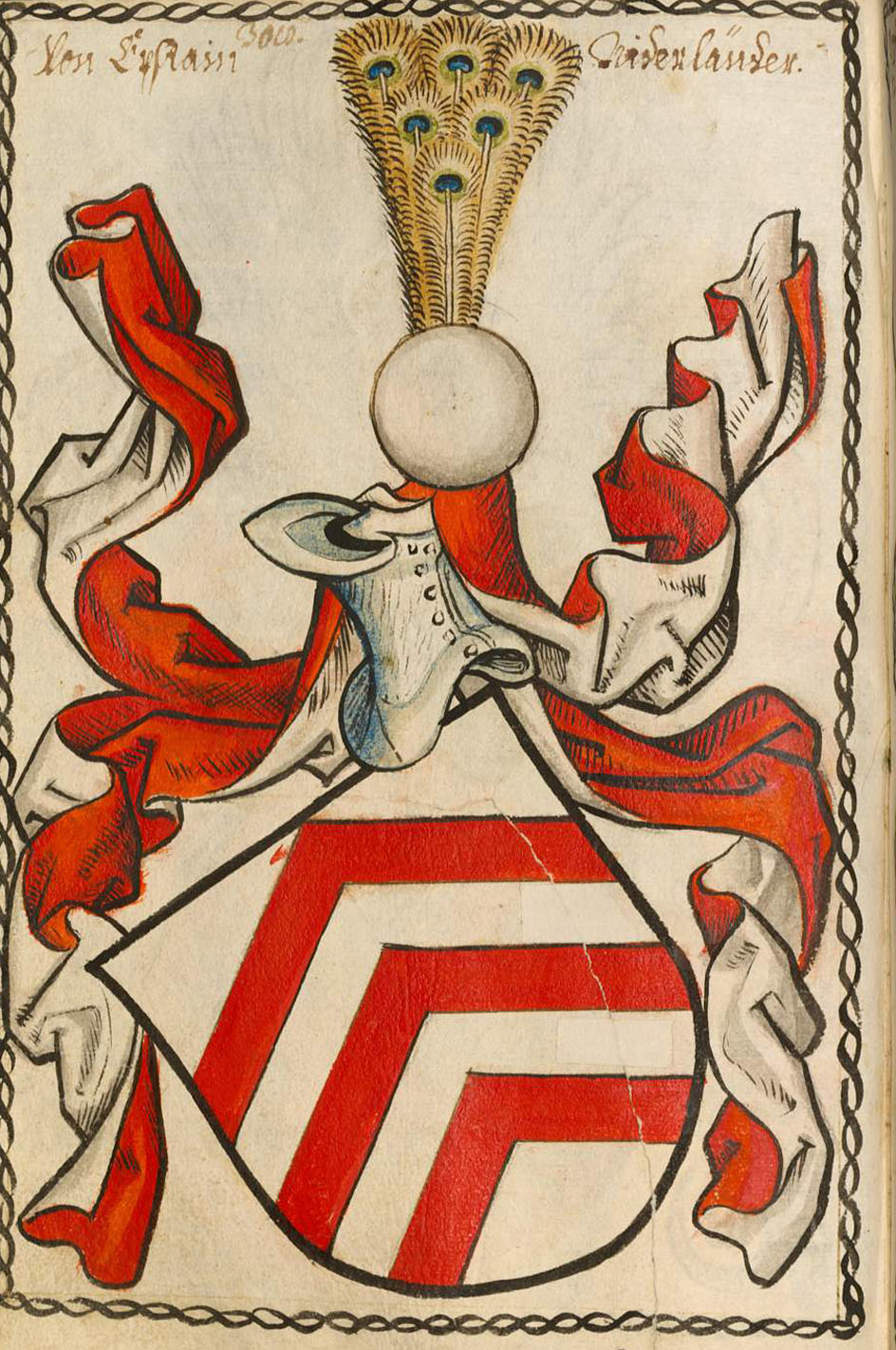
Das Wappen der Eppsteiner im Scheiblerschen Wappenbuch

Die Herren von Eppstein waren ein altes edelfreies deutsches Adelsgeschlecht und stammten von den seit 1107 nachweisbaren Herren von Hainhausen (auch Herren von Hagenhausen genannt) im Rodgau ab. Ihr Stammsitz war die Wasserburg Hainhausen, deren Reste als Bodendenkmal unter einer Wiese nahe der Rodau erhalten sind.  Es gilt als wahrscheinlich, dass die Herren von Hagenhausen von den früheren fränkischen Maingaugrafen abstammen. Die Herren von Hausen waren eine Seitenlinie der Hagenhausener mit Wasserburg bei Obertshausen nahe Rodgau. Die Familien von Rumpenheim und von Heusenstamm waren wahrscheinlich ebenfalls mit den Hagenhausenern verwandt.
Zentrum des bis 1492 stetig wachsenden territorialen Besitzes der Familie, der Herrschaft Eppstein, wurde die Burg Eppstein im Vordertaunus. Große Teile dieser Herrschaft gingen am Ende über in die Hände der Landgrafschaft Hessen und von Kurmainz.

## Wappen
Blasonierung: „In Silber drei rote Sparren, der oberste den Schildrand berührend. – Auf dem Helm mit rot-silbernen Decken ein roter Heidenhut mit silberner Krempe, besteckt mit einer silbernen Kugel, darauf sechs natürliche Straußenfedern (3:2:1).“
Im Ingeram-Codex: „In Silber drei rote Sparren, der oberste den Schildrand berührend. – Auf dem Helm mit schwarz-silbernen Decken ein schwarzer Rundhut mit hochgeklappter silberner Krempe, besteckt mit einer silbernen Kugel, darauf drei natürliche Straußenfedern.“

## Geschichte

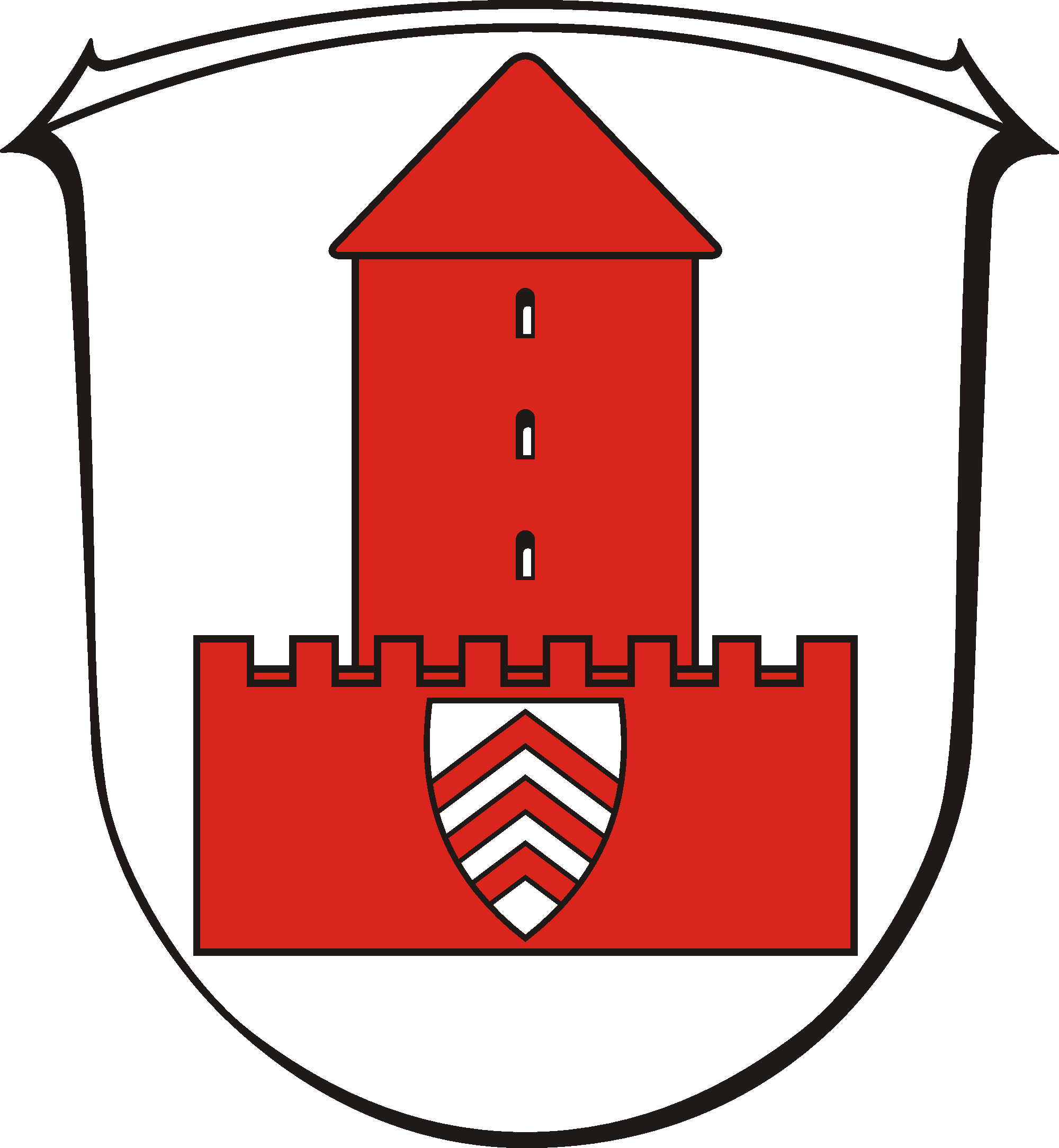
Wappen des heutigen Rodgauer Stadtteils Hainhausen. Dargestellt ist die Wasserburg, Stammsitz der späteren Herren von Eppstein

Die Herren von Hainhausen werden 1108 erstmals schriftlich erwähnt in einer Urkunde des Mainzer Erzbischofs Ruthard, wo „Helith de Haginhusen et frater eius Siewin“ als Zeugen genannt sind. Dem Dokument lässt sich entnehmen, dass sie nicht nur gute Verbindungen nach Mainz pflegten, sondern auch zu bedeutenden Adelsgeschlechtern der Region, da sie unter anderem zwischen dem Grafen von Nürings, dem Grafen von Bernbach und Heinrich von Konradsdorf genannt werden.

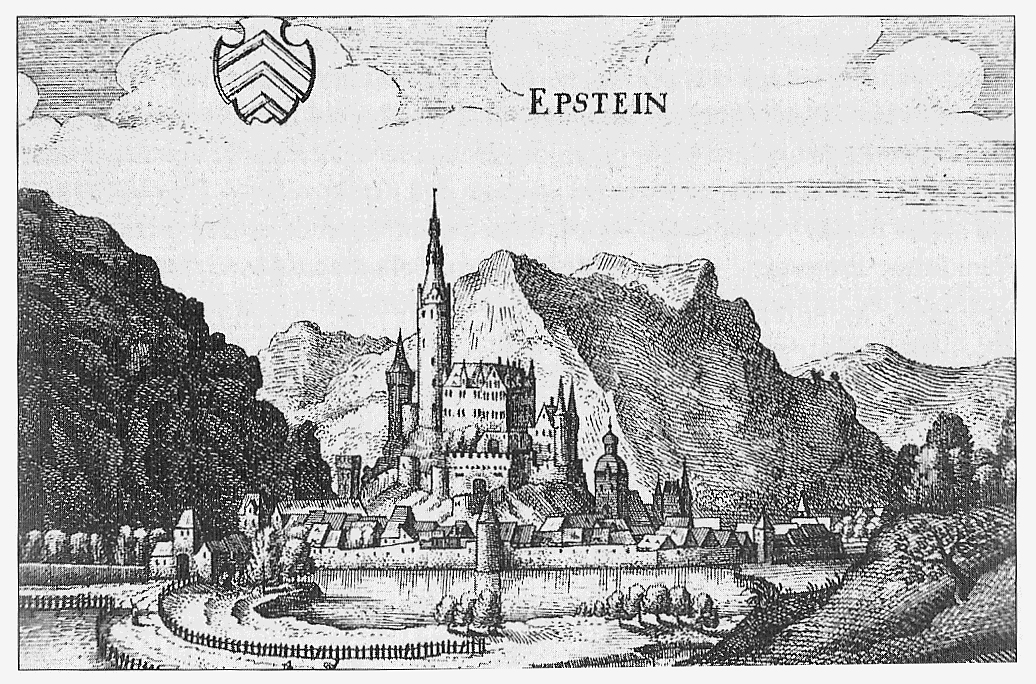
Die Stammburg der Eppsteiner auf einem Kupferstich von Matthäus Merian, 1646

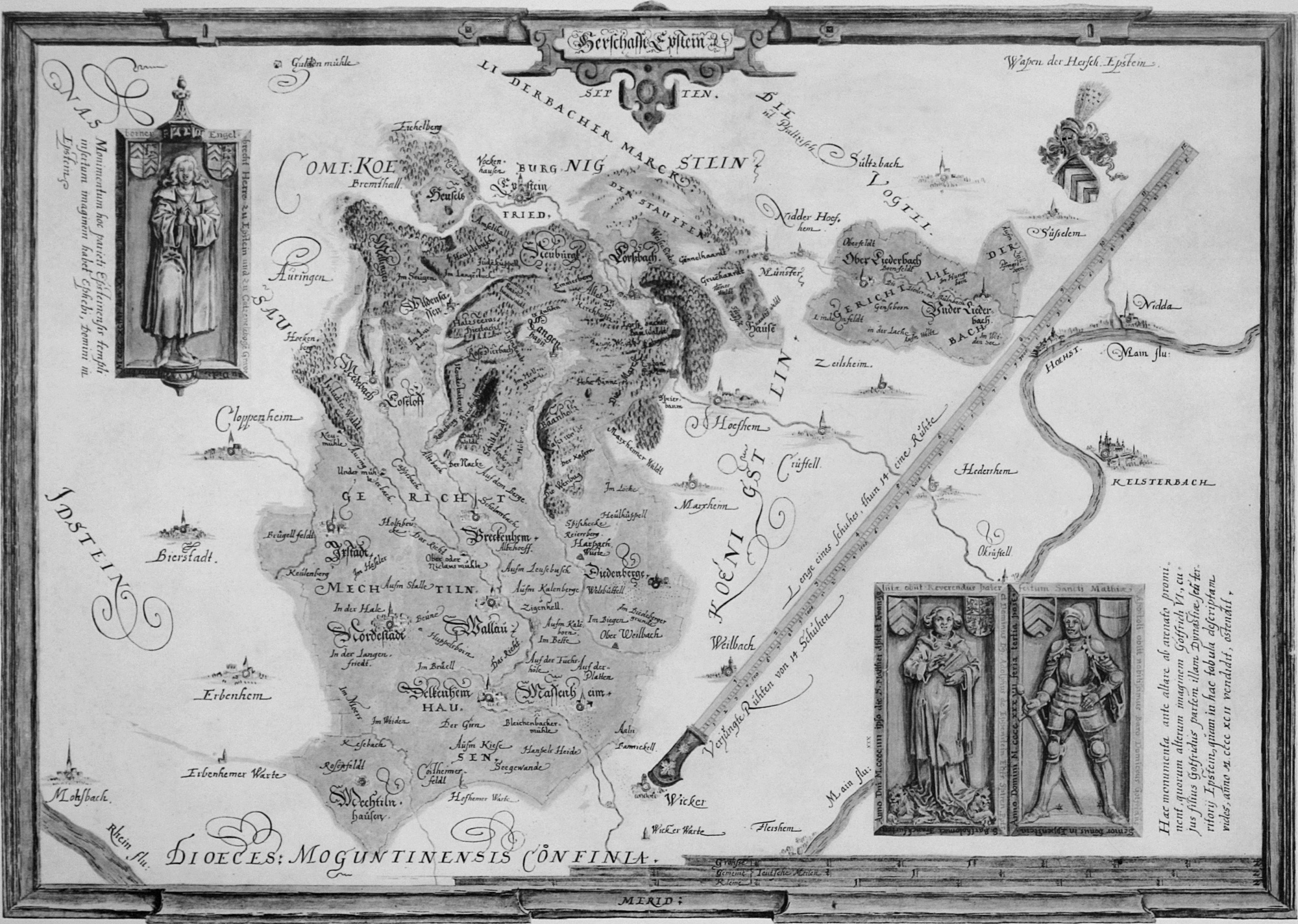
Das Gebiet der hessischen Herrschaft Eppstein im Jahre 1607 in Wilhelm Dilichs Landtafeln

Nachdem die Herren von Hainhausen zwischen 1183 und 1190 in den Besitz der Burg Eppstein gekommen waren, nannten sie sich fortan Herren von Eppstein. Als Stammvater derer von Eppstein gilt Gerhard II. von Hainhausen. Sein Sohn Gerhard III. von Hainhausen nannte sich als erster nach der neuen Stammburg des Geschlechts auch Gerhard I. von Eppstein. Ihre Besitzungen konzentrierten sich im Taunus, am Untermain, im Rodgau und Spessart sowie in der Wetterau und im Westerwald. Verwandtschaftliche Beziehungen sind zu unter anderem den Geschlechtern derer von Breuberg, Bolanden, Wied, Isenburg, Hohenfels, Nassau, Falkenstein und Katzenelnbogen nachweisbar.
Die Eppsteiner erlebten seit Ende des 12. Jahrhunderts einen schnellen Aufstieg zu einer der mächtigsten Familien des Hochmittelalters. Zwischen 1200 und 1305 stellten sie mit Siegfried II., Siegfried III., Werner und Gerhard II. vier Erzbischöfe von Mainz.
Der stetig wachsende territoriale Besitz der Familie resultierte aus einer umsichtigen Heiratspolitik und zahlreichen Erbschaften. So kamen durch Heirat im 13. Jahrhundert die Hälfte der reichen Grafschaft Wied und die Hälfte der Herrschaft Kleeberg an das Eppsteiner Geschlecht. Im 14. Jahrhundert kamen jeweils eine Hälfte der Herrschaften Breuberg und Trimberg hinzu. Ein weiteres Jahrhundert später fielen ihm auch noch eine Hälfte der Herrschaft Falkenstein und eine Hälfte der Grafschaft Diez zu. Zusammengenommen hätten ihre Ländereien somit einem kleinen Fürstentum alle Ehre gemacht, jedoch war die Mehrheit der Ländereien kein Allodialbesitz der Familie, sondern bestand aus Lehensgaben des Königs und diverser Grafen, zum Beispiel der Grafen von Loon, der Pfalzgrafen und der Grafen von Rieneck. Dennoch erhielten die Brüder Eberhard, Georg und Philipp, Herren zu Königstein, zu Eppstein und zu Münzenberg, vom römisch-deutschen König Maximilian I. am 6. August 1505 das Recht, künftig Titel, Namen und Wappen der Grafen von Königstein zu führen.
Die Nähe der Eppsteiner zum Erzbistum Mainz hatte großen Einfluss auf die Entwicklung in deren Stammland im Rodgau und am Main. Dort hatten die Eppsteiner mit der Zeit ein geschlossenes Herrschaftsgebiet gebildet, mit Verwaltungssitz in Steinheim (Amt Steinheim). Im Jahre 1425 verkaufte Gottfried von Eppstein dieses Amt für 38.000 Gulden an das Kurfürstentum Mainz.
Bereits zu Beginn des 13. Jahrhunderts spaltete sich die Familie unter Gottfried II. und Gerhard II. in eine jüngere und eine ältere Linie. Letztere starb 1269 mit Gerhard IV. im Mannesstamm aus, was eine zehn Jahre währende Fehde zwischen der noch existierenden jüngeren Linie und den Nachfahren sowie der Witwe Gerhards IV. um das Erbe auslöste. Besonders erfolgreich gingen aus diesem Streit die Grafen von Katzenelnbogen hervor, die einen großen Teil des Eppsteiner Besitzes für sich gewinnen konnten. Viele Historiker sehen in diesem Streit den Anfang vom Ende der bis dahin einflussreichen Eppsteiner, die zu Beginn des 16. Jahrhunderts wieder in der Bedeutungslosigkeit versanken, ehe sie schließlich 1535 ausstarben.
1433 teilten die Brüder Gottfried VII. und Eberhard II. das väterliche Erbe untereinander auf – die so genannte Eppsteinische Bruderteilung – und gründeten die Linien von Eppstein-Münzenberg (Gottfried VII.) und von Eppstein-Königstein (Eberhard II.) Der Versuch, die beiden Linien im 16. Jahrhundert wieder zusammenzuführen, scheiterte trotz Verlobung und bereits unterzeichnetem Heiratsvertrag daran, dass die designierte Braut, Agnes von Eppstein-Münzenberg († 1533) – Erbtochter des letzten männlichen Vertreters des Münzenberger Linie – es vorzog, in aller Heimlichkeit den Grafen Emich IX. von Leiningen-Hardenburg zu heiraten. Sämtliche Anstrengungen des düpierten Bräutigams, Eberhard IV. von Eppstein-Königstein, eine Annullierung dieser Heirat zu bewirken, blieben erfolglos. Agnes und ihr Mann Emich IX. residierten auf Schloss Hardenburg in der Pfalz und ließen die Grabkapelle ihrer Familienlinie bei der Schlosskirche Bad Dürkheim erbauen, wo sie auch bestattet wurden.
Mit der Wende vom 15. zum 16. Jahrhundert war die Herrschaft Eppstein-Münzenberg durch verschwenderische Hofhaltung, teuren Burgenbau und zahlreiche Fehden stark überschuldet. Ein großer Teil des Besitzes musste verkauft werden; insbesondere kam so 1492 die halbe Herrschaft Eppstein an die Landgrafschaft Hessen.
Die Linie Eppstein-Münzenberg starb 1522 mit Gottfried IX. aus, der 1507 gegen ein Jahrgeld zugunsten seines Königsteiner Vetters auf die Herrschaft verzichtet hatte. Nur 13 Jahre später ereilte die Königsteiner Linie das gleiche Schicksal, ihr letzter Vertreter, Eberhard IV. starb 1535. Das Erbe gelangte über seine Schwester Anna, die den Grafen Botho zu Stolberg geheiratet hatte, an die Grafen zu Stolberg. Zwei Generationen später, nach dem Tod ihrer Söhne Ludwig (1574) und Christoph (1581), wurde die Grafschaft Königstein jedoch von Kurmainz annektiert, den Stolbergern blieb nur der Besitz um Ortenberg und Gedern sowie ein Anteil an Butzbach.

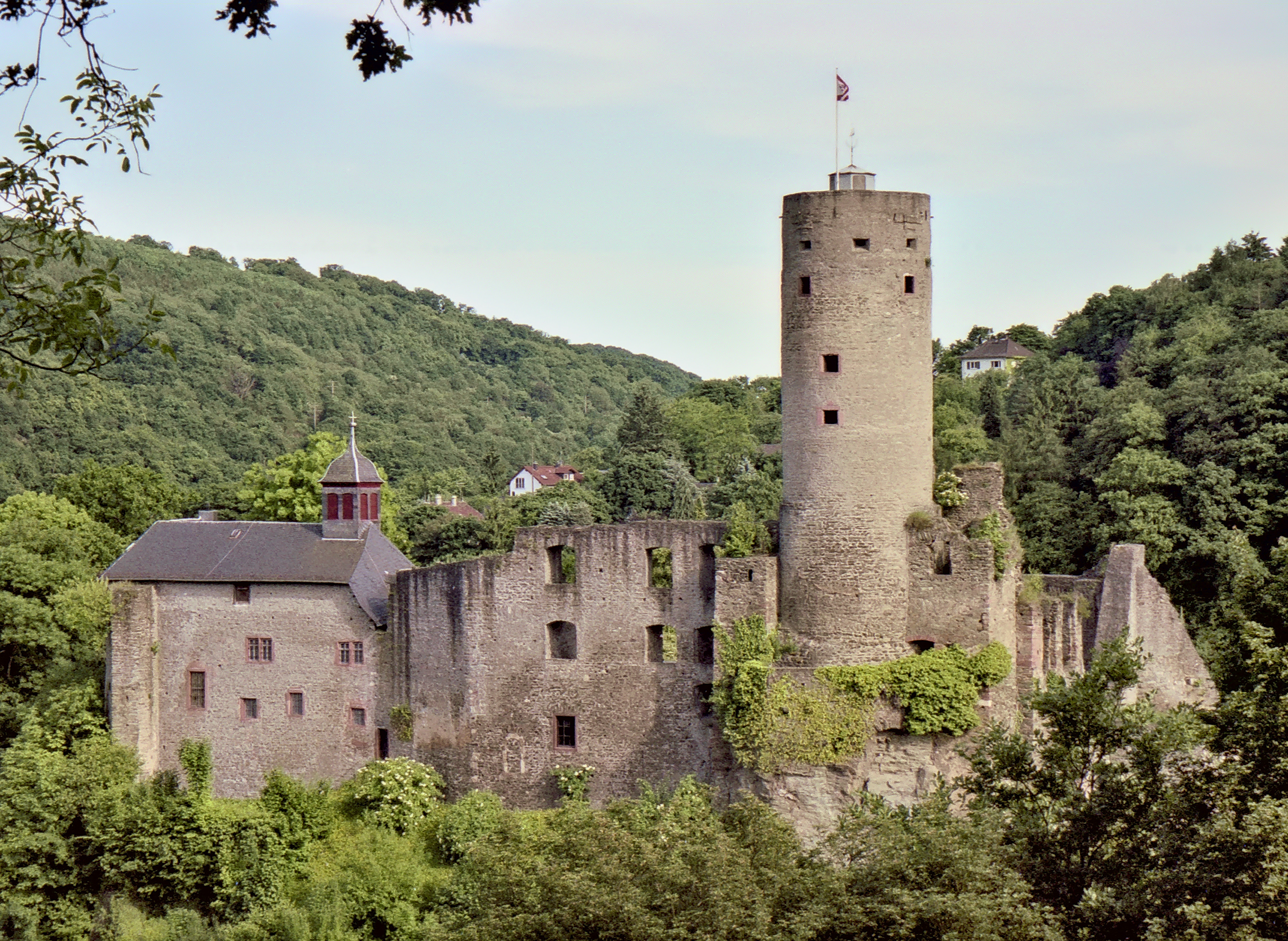
Burg Eppstein
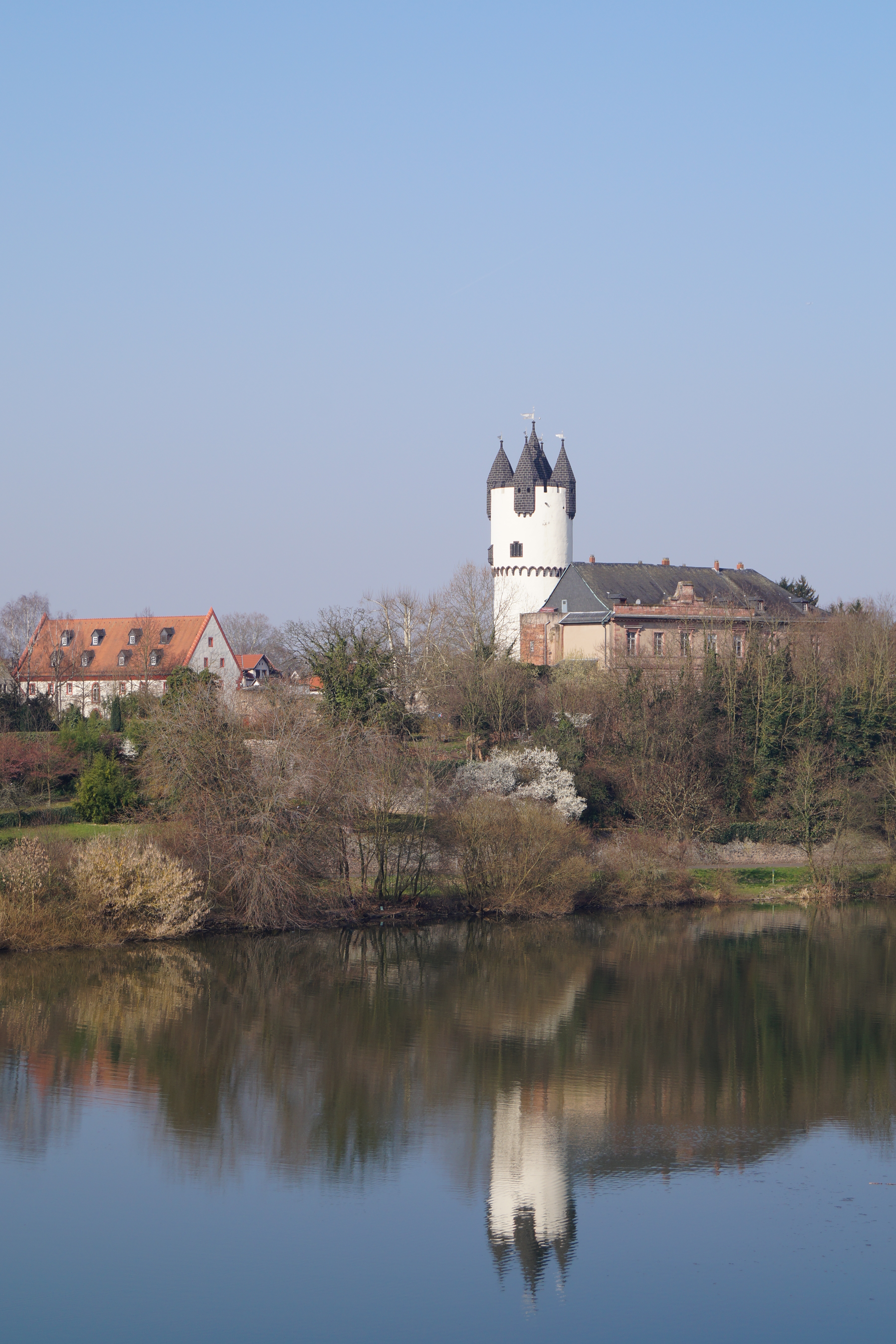
Schloss Steinheim
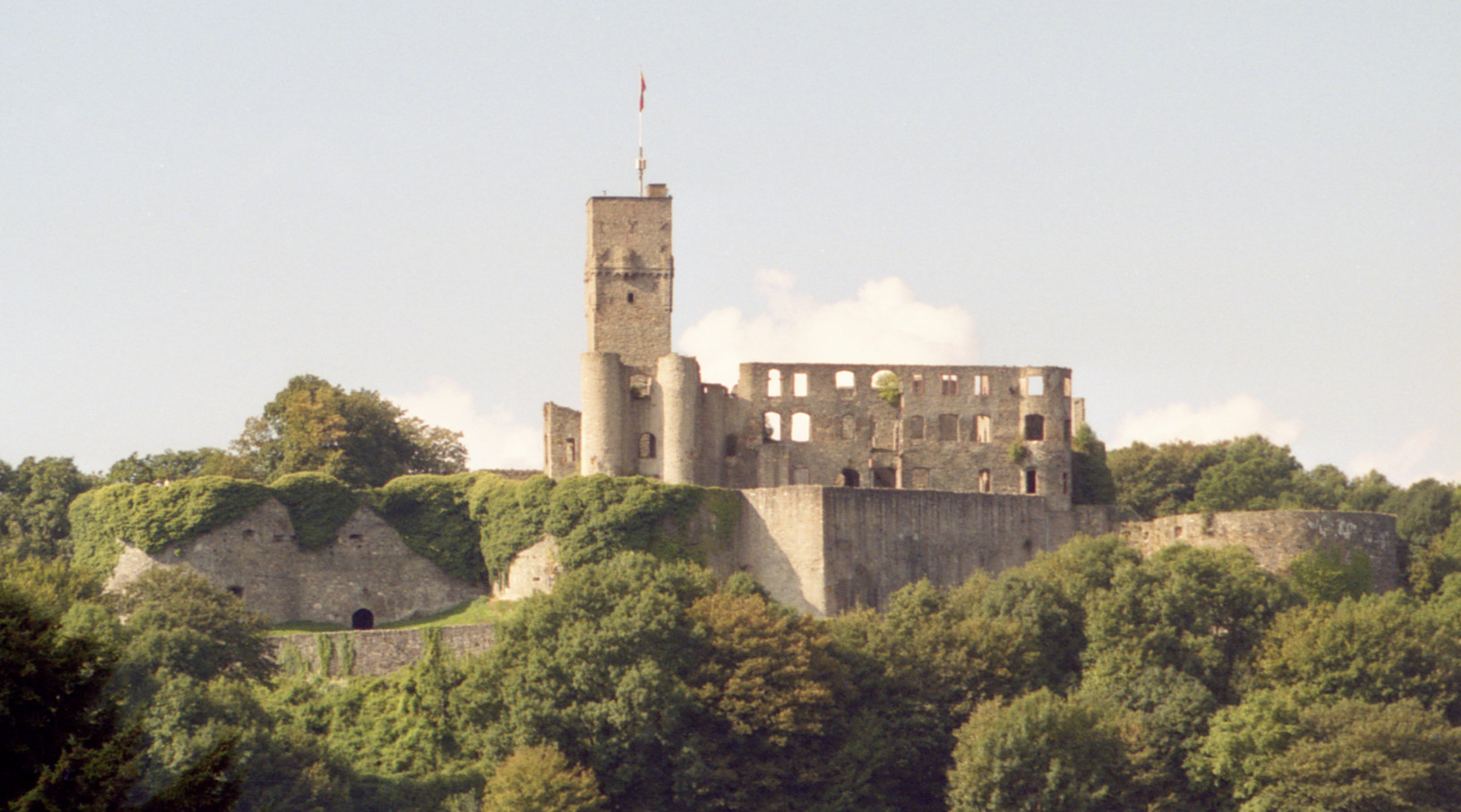
Burg Königstein
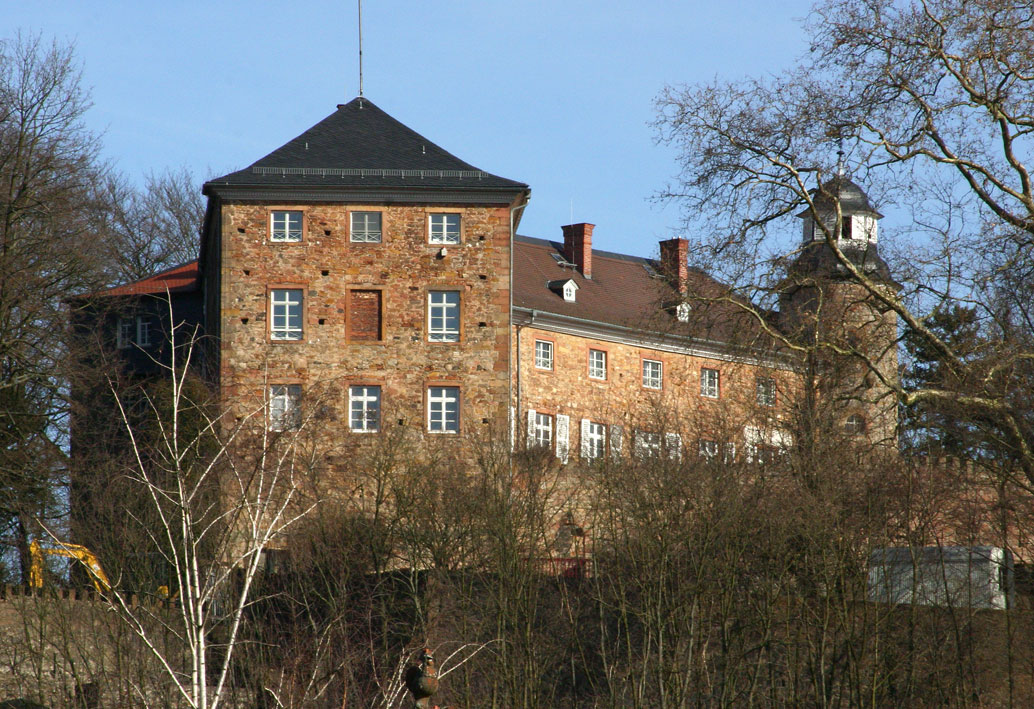
Schloss Ortenberg
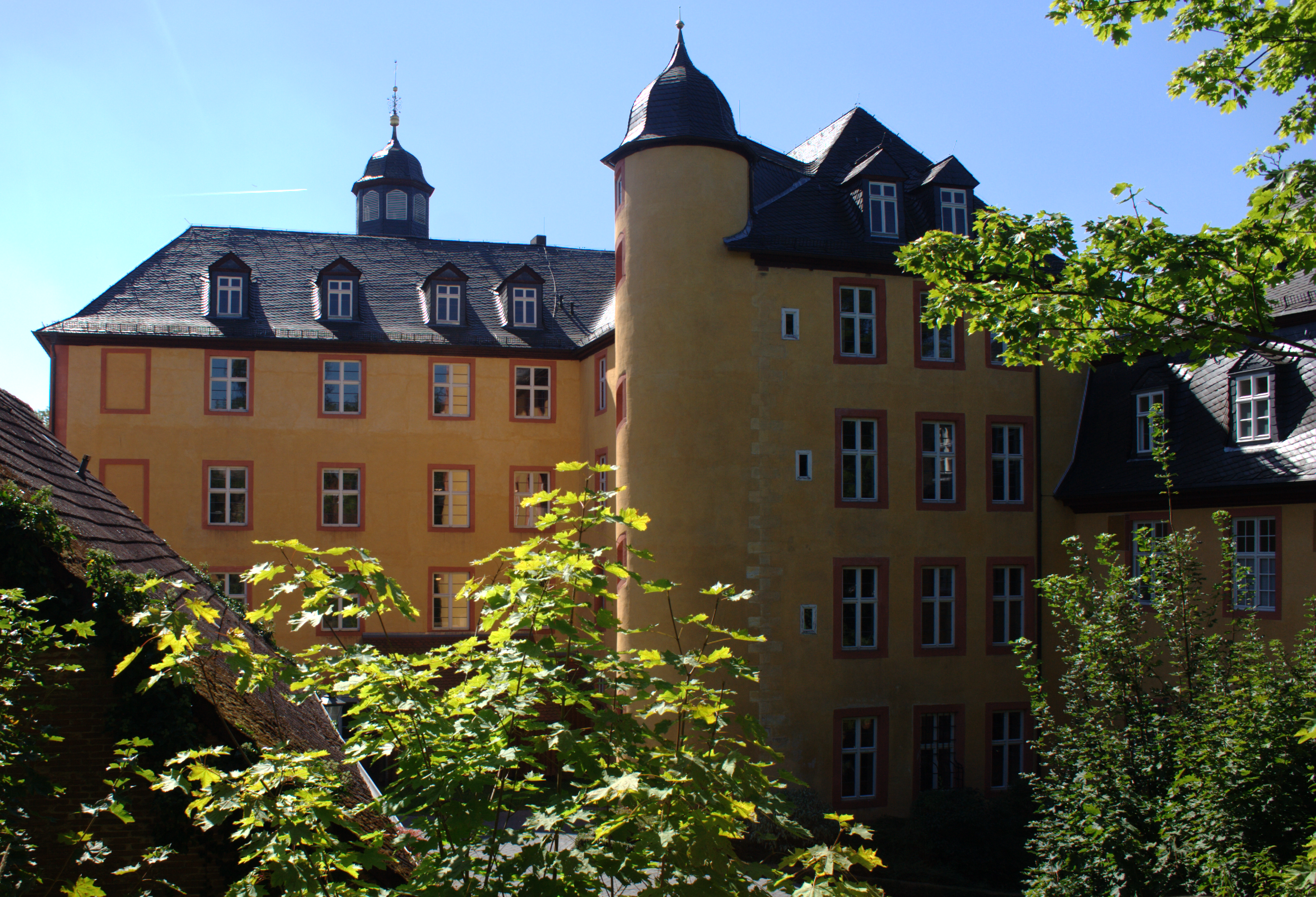
Schloss Gedern

## Sagenhaftes
Um die Gründung des Adelsgeschlechtes von Eppstein und der Burg Eppstein ranken sich eine Reihe von Sagen. In einer 1583 entstanden Chronik führen die Eppsteiner ihr Geschlecht selbst auf eine römische Familie Appia Claudia zurück. Seit 1843 wird spekuliert, dass das Geschlecht Eppstein auf Herzog Eberhard zurückgeht.